# Izba Panów (Austria)
Izba Panów (niem. Herrenhaus) – wyższy organ austriackiej Rady Państwa (niem. Reichsrat) w latach 1861–1866, następnie w latach 1867–1918 organ tej Rady dla krajów przedlitawskich w Austro-Węgrzech. Jej odpowiednikiem w krajach Korony Świętego Stefana była Izba Magnatów.

## Historia
Izba Panów została utworzona patentem lutowym z 1861. Składała się z członków domu cesarskiego, arcybiskupów, biskupów z tytułem książęcym, dziedzicznych przedstawicieli arystokracji oraz powoływanych dożywotnio przez cesarza zasłużonych polityków, duchownych, ludzi nauki i sztuki. Jej rolą było równoważenie wpływu wybieranej izby niższej Rady Państwa – Izby Poselskiej. Zebrała się po raz pierwszy 29 kwietnia 1861.

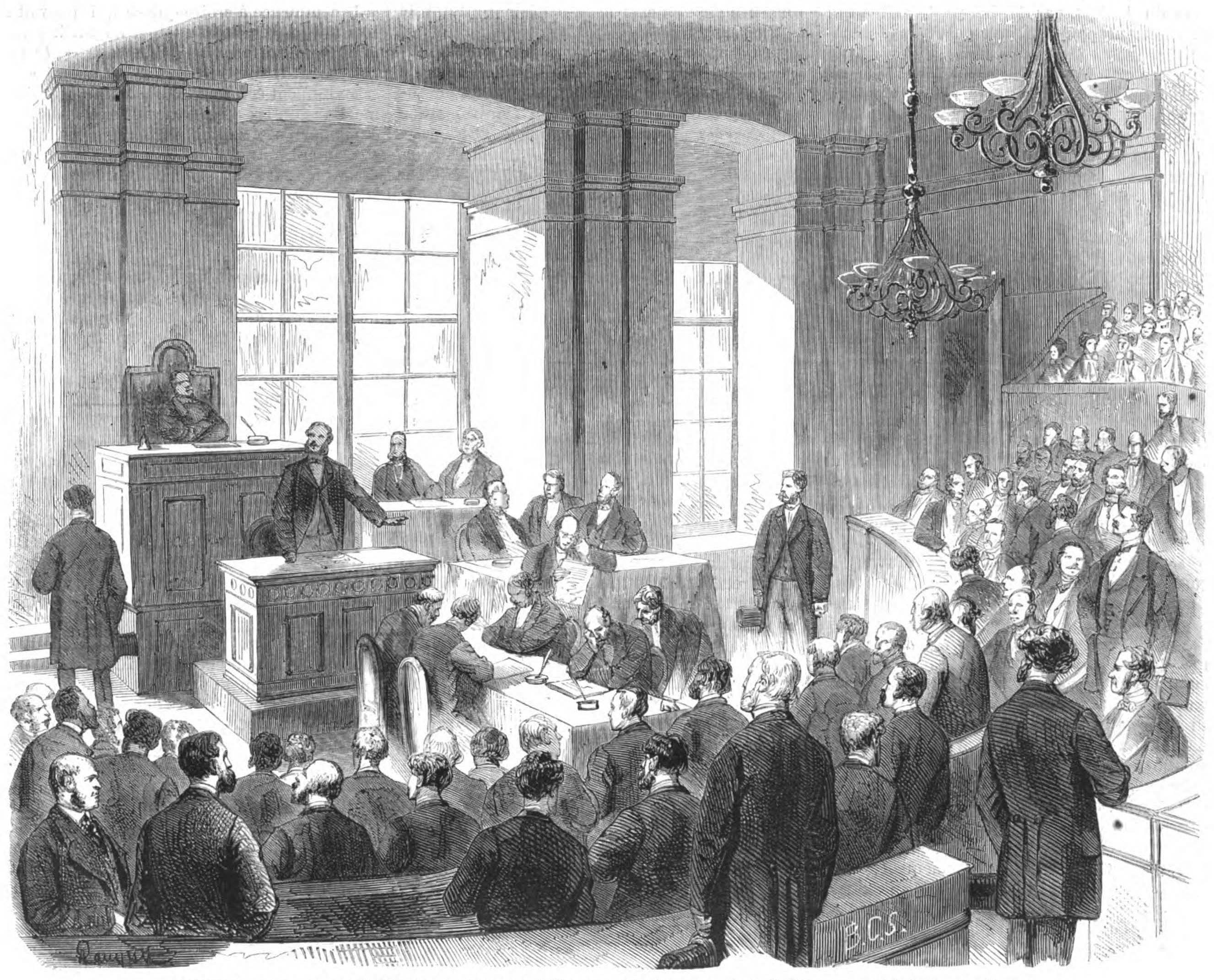
Posiedzenie Izby Panów w 1868

Arystokracja węgierska odmawiała wysyłania swoich przedstawicieli do Izby Panów i domagała się własnego ciała parlamentarnego. Zostało to zawarte w konstytucji grudniowej z 1867 i od tej pory Izba Panów (jak i cała Rada Państwa) była ciałem ustawodawczym dla Przedlitawii.
W 1906 Izba Panów sprzeciwiała się wprowadzeniu powszechnego prawa wyborczego do Izby Poselskiej, jednak zaaprobowała je po interwencji wysłanników cesarza Franciszka Józefa. Od wyborów w 1907 członkowie Izby Panów mogli być wybierani i zasiadać w Izbie Poselskiej.
Ostatnie posiedzenie Izby Panów odbyło się 30 października 1918. Organem legislacyjnym Republiki Niemieckiej Austrii zostało jednoizbowe Tymczasowe Zgromadzenie Narodowe, które 12 listopada tego roku ogłosiło, że Izba Panów została zniesiona.

## Kompetencje
Izba Panów miała równorzędne kompetencje legislacyjne z Izbą Poselską. Projekt ustawy musiał uzyskać aprobatę w obu izbach, by zostać uchwalony. Ponieważ skład Izby Panów nie pochodził z wyborów, była ona organem stałym. Jednak działała w okresach odpowiadających kadencjom Izby Poselskiej.
W sprawach wspólnych dla obu części monarchii w miejsce parlamentów funkcjonowały tzw. Delegacje (niem. Delegationen), zwoływane corocznie przez cesarza, na zmianę w Wiedniu i Budapeszcie. Delegacje liczyły po 60 członków obu parlamentów (20 z izby wyższej i 40 z niższej, przy czym przy podziale miejsc z izb niższych obowiązywał parytet terytorialny) i obradowały nad tymi samymi sprawami, ale osobno, porozumiewając się na piśmie aż do osiągnięcia zgody. Dopiero w przypadku braku zgody po trzykrotnej wymianie pism możliwe było głosowanie członków obu delegacji wspólnie.

## Skład
W skład Izby Panów wchodzili mianowani arcyksiążęta domu habsburskiego, wiryliści, członkowie dziedziczni i członkowie dożywotni.
Wirylistami (mającymi prawo zasiadania w izbie z racji swoich funkcji) byli hierarchowie kościelni: rzymskokatoliccy arcybiskupi Wiednia, Pragi, Salzburga, Gorycji, Ołomuńca, Lwowa i Zadaru, arcybiskup Lwowa obrządku bizantyńsko-ukraińskiego, arcybiskup Lwowa obrządku ormiańskiego, prawosławny metropolita Bukowiny, rzymskokatoliccy biskupi Brixen, Wrocławia, Krakowa, Seckau, Trydentu, Lublany, Lewantu i Gurk.
Członkami dziedzicznymi byli przedstawiciele rodów książęcych (w tym mediatyzowanych) i  arystokratycznych. Członków dożywotnich mianował cesarz.

## Prezydenci Izby Panów
Prezydenta i wiceprezydenta Izby Panów mianował cesarz.
| #   | Imię i Nazwisko                                            | Portret | Kadencja         | Kadencja          |
| #   | Imię i Nazwisko                                            | Portret | Od               | Do                |
| --- | ---------------------------------------------------------- | ------- | ---------------- | ----------------- |
| 1   | Karl Wilhelm Philipp von Auersperg (1814–1890)             |         | 8 kwietnia 1861  | 31 grudnia 1867   |
| 2   | Josef Franz Hieronymus von Colloredo-Mannsfeld (1813–1895) |         | 31 stycznia 1868 | 15 maja 1869      |
| (1) | Karl Wilhelm Philipp von Auersperg (1814–1890)             |         | 8 grudnia 1869   | 21 maja 1870      |
| 3   | Franz Graf von Kuefstein (1794–1871)                       |         | 13 września 1870 | 3 stycznia 1871   |
| 4   | Anton von Schmerling (1805–1893)                           |         | 14 lutego 1871   | 10 sierpnia 1871  |
| (1) | Karl Wilhelm Philipp von Auersperg (1814–1890)             |         | 21 grudnia 1871  | 30 września 1879  |
| 5   | Ferdinand von Trauttmansdorff-Weinsberg (1825–1896)        |         | 30 września 1879 | 12 grudnia 1896   |
| 6   | Alfred III zu Windisch-Grätz (1851–1927)                   |         | 25 marca 1897    | 12 listopada 1918 |